# Bucheck (Gefrees)
Bucheck ist ein Gemeindeteil der Stadt Gefrees im Landkreis Bayreuth (Oberfranken, Bayern). Bucheck liegt in der Gemarkung Witzleshofen.

## Geografie
Der Weiler besteht aus zwei Siedlungen. Die eine Siedlung liegt an einer Gemeindeverbindungsstraße, die nach Witzleshofen (0,6 km westlich) bzw. nach Lübnitz verläuft (0,4 km östlich).

## Geschichte
Die Anfänge des Burgstalls Altes Schloss Bucheck werden auf das 13./14. Jahrhundert datiert.
Gegen Ende des 18. Jahrhunderts bestand Bucheck aus einem Anwesen. Die Hochgerichtsbarkeit stand dem bayreuthischen Stadtvogteiamt Gefrees zu. Das bayreuthische Kastenamt Sparneck war Grundherr des Hauses.
Von 1797 bis 1810 unterstand Bucheck dem Justiz- und Kammeramt Gefrees. Infolge des Ersten Gemeindeedikts wurde Bucheck dem 1812 gebildeten Steuerdistrikt Streitau und der zugleich entstandenen Ruralgemeinde Witzleshofen zugewiesen. Im Zuge der Gebietsreform in Bayern wurde Bucheck am 1. Mai 1978 nach Gefrees eingemeindet.

### Einwohnerentwicklung
| Jahr      | 001819 | 001822 | 001861 | 001871 | 001885 | 001900 | 001925 | 001950 | 001961 | 001970 | 001987 |
| Einwohner | *      | 5      | 45     | 46     | 40     | 32     | 25     | 19     | 16     | 21     | 8      |
| Häuser    |        | 1      |        |        | 5      | 6      | 5      | 5      | 5      |        | 5      |
| Quelle    | [ 10 ] | [ 7 ]  | [ 11 ] | [ 12 ] | [ 13 ] | [ 14 ] | [ 15 ] | [ 16 ] | [ 17 ] | [ 18 ] | [ 1 ]  |

## Religion
Bucheck ist nach St. Georg (Streitau) gepfarrt und seit der Reformation evangelisch-lutherisch geprägt. Im 18. Jahrhundert beanspruchte auch die Pfarrei St. Johannes der Täufer (Gefrees) die Zuständigkeit des Ortes für sich.